# Relics
Relics és un disc recopilatori del grup de rock progressiu britànic Pink Floyd aparegut el 14 de maig de 1971.
L'àlbum reagrupa tots els singles apareguts durant la dècada de 1960 quan Syd Barrett formava part del grup. Els altres títols són represes de títols famosos. Aquesta compilació compta també amb un títol inèdit Biding My Time.

## La caràtula
Existeixen diferents versions de la caràtula d'aquest recopilatori en el format de 33 revolucions:
- En blanc i negre amb un dibuix de Nick Mason que representa una màquina futurista per a la versió britànica (hi ha versions amb el nom del grup en color ros en comptes de blanc i negre).
- Une fotografia d'una màscara amb quatre ulls per a la versió dels Estats Units.
- Una fotografia d'antigues monedes per a la versió australiana.

També es pot trobar la versió remasteritzada, però en aquesta reedició és un dels discos més buscats del grup. Se'n va fer una sèrie disponible a Europa que es va canviar amb els nord-americans i a més gran escala a Austràlia sota el segell Axis. La caràtula de la versió remasteritzada representa la màquina dissenyada per Mason però en tres dimensions i amb fons blau.

## Llista de temes
Els títols que porten el símbol "†" foren en el seu moment singles, mentre els que porten el símbol "±" foren part dels àlbums.
1. "Arnold Layne" † (Syd Barrett) – 2:56
2. "Interstellar Overdrive" ± (Syd Barrett, Roger Waters, Richard Wright, Nick Mason) – 9:43
3. "See Emily Play" † (Syd Barrett) – 2:53
4. "Remember a Day" ± (Richard Wright) – 4:29
5. "Paintbox" † (Richard Wright) – 3:33
6. "Julia Dream" † (Roger Waters) – 2:37
7. "Careful With That Axe, Eugene" † (David Gilmour, Roger Waters, Richard Wright, Nick Mason) – 7:11
8. "Cirrus Minor" ± (Roger Waters) – 5:18
9. "The Nile Song" ± (Roger Waters) – 3:25
10. "Biding My Time" (Roger Waters) – 5:18
  - Inèdit Interpretat per Roger Waters, el tema havia sorgit a les sessions d'enregistrament del disc Meddle.
11. "Bike" ± (Syd Barrett) – 3:21